# Динамо-Энергия (хоккейный клуб)
«Динамо-Энергия» — клуб по хоккею с шайбой из города Екатеринбурга. Основан в 1950 году. Ранее носил названия «Спартак» и «Автомобилист», «Динамо-Энергия» — с 1997 года. Выступал в чемпионате России. 4 июля 2007 года прекратил существование.

## История
Клуб основан в 1950 году под названием «Спартак» Свердловск. В 1966 году команда передана в ведение ТПО «Свердлавтотранс», в связи с чем название было изменено на «Автомобилист».
Выступления команды в высшей лиге чемпионата СССР — 1955-62, 1967-70, 1972/73, 1977-80, 1984/85, 1987-91, чемпионата СНГ 1991/92, чемпионата МХЛ 1992-96.
К началу 1996 года в «Автомобилисте» осталось только три учредителя — генеральный директор клуба Александр Корнев, коммерческий директор Валентин Озеров и профсоюзы области. Деньги удавалось находить только на выезды, платить зарплату тренерам и игрокам было нечем. Председатель правительства области и заместитель председателя клуба Алексей Воробьёв принял решение о создании нового клуба под историческим именем «Спартак». Главным учредителем нового клуба стало «Свердловэнерго». 13 июня Коренев был убит, заказчики и исполнители не были найдены. 21 июня состоялась презентация закрытого акционерного общества «Профессиональный хоккейный клуб „Спартак“». Генеральным директором был избран Валентин Озеров. Помимо «Свердловэнерго», в состав учредителей клуба вошло ещё 22 организации. Команду возглавил 46-летний Владимир Крикунов, прошлогодний состав сохранился от силы наполовину.
По итогам сезона РХЛ 1996/97 «Спартак» занял девятое, предпоследнее место в переходном турнире с командами высшей лиги и потерял право играть в РХЛ. Но вместо планируемого сокращения количества участников РХЛ с 26-ти до 24-х их количество было увеличено до 28-ми. «Спартак» был оставлен в РХЛ как один из учредителей лиги. Клуб завершил сезон с двухмесячной задолженностью перед игроками, летом перешёл под эгиду общества «Динамо» и был переименован в «Динамо-Энергия», так как основным спонсором осталось «Свердловэнерго». Команда стала частью центрального спортивного клуба Федеральной пограничной службы".
В конце сезона-2000/01, за день до домашнего матча против ЦСКА 3 марта, во Дворце спорта профсоюзов сломалась холодильная установка и растаял лёд. Оставшиеся матчи сезона и первые игры сезона-2001/02, уже в Высшей лиге, команда проводила в Новоуральске, пока не был отремонтирован и открыт ледовый дворец «Автомобилист» в Курганово.

### Достижения
Наивысшее достижение — 5-е место в 1969 году в высшей лиге чемпионата СССР.
В 1967, 1972, 1977, 1984 клуб становился победителем соревнований в первой лиге.

## Тренеры
| - Иван Крачевский (1950-е) - Георгий Фирсов (1955/57[уточнить]—1961) - Иван Крачевский (1961-63) - Сергей Митин (1967—1970) - Владимир Шумков (1970-75) - Альберт Данилов (1975-79) - Владимир Шугин (1979—1980) - Анатолий Егоров (1980-82) - Альберт Федоров (1982-87) - Александр Асташев (1987-90) - Виктор Кузнецов (1991) - Виктор Кутергин (1992-95) | - Александр Асташев (1995-96) - Владимир Крикунов (1996-99) - Михаил Малько (1999) - Владимир Семенов (1999-00) - Виктор Крутов (2000) - Владимир Сафонов (2000-02) - Леонид Грязнов (2002) - Ренат Гатин (2002-03) - Юрий Макаров (2003-04) - Леонид Грязнов (2004-06) - Александр Кузьмин (2006-07) |

## Стадион
В советское время команда выступала во дворце спорта профсоюзов (вместимость — 4,2 тыс.).